# Pontonema parpapilliferum
Pontonema parpapilliferum is een rondwormensoort uit de familie van de Oncholaimidae. De wetenschappelijke naam van de soort is voor het eerst geldig gepubliceerd in 1924 door Micoletzky.